# Trentepohlia albangusta
Trentepohlia albangusta là một loài ruồi trong họ Limoniidae. Chúng phân bố ở miền Australasia.